# Kufonisia
Las Kufonisia (en griego Τα Κουφονήσια, en plural, Las islas huecas) son un par de islas de las Cícladas que forman parte del archipiélago de las Cícladas Menores, al sureste de  Naxos. Son una ex comuna de Grecia de la periferia del Egeo Meridional (unidad periférica de Naxos) con 366 habitantes según los datos del censo de 2001. Dejaron de constituir una comuna aparte a raíz del Plan Calícrates de 2011, y desde entonces forman parte de la comuna de Naxos y Cícladas Menores.
Están constituidas por dos pequeñas islas: Pano Kufonisia (al norte) y Kato Kufonisia (al sur). Esta última no está habitada permanentemente y tiene una superficie de 0,43 km². Pano Koufonisia cuenta con unos 300 habitantes y tiene 3,5 km².
Pano Kufonisia está situada a unos 4 km al sureste de Naxos, a 22 km al noroeste de Amorgós y a más de 22 km al suroeste de Donoussa. De unos 400 metros de extensión y un máximo de 8 m de profundidad, el estrecho de Koufonisia (Στενό Κουφονησιού) separa Pano Kufonisia de la isla de Kato Kufonisia. La deshabitada isla Glaronisi se encuentra a unos 1200 m al sur, aproximadamentea a 3,8 km al sureste de Keros.
El área de mar entre Pano Kufonisia, Kato Kufonisia y Keros fue conocido en la antigüedad como Kophos Limin ('Κωφὸς Λιμὴν').
Las Kufonisia no son autosuficientes en agua. La reciben cada año (y sobre todo en la estación turística) desde el puerto de Laurión, en Ática, por un coste medio de 8,30 € el metro cúbico.
Están comunicadas mediante transbordadores con los puertos áticos de Rafina y El Pireo.
En Pano Kufonisia se han hallado evidencias arqueológicas en tres lugares de tumbas cicládicas de la Edad del Bronce, datadas en el tercer milenio a. C. En Alonistra Chousouri, Tsavaris y Agrilia, las tumbas fueron exploradas arqueológicamente en los años 1970.